# Стріано
Стріано (італ. Striano) — муніципалітет в Італії, у регіоні Кампанія,  метрополійне місто Неаполь.
Стріано розташоване на відстані близько 220 км на південний схід від Рима, 27 км на схід від Неаполя.
Населення — 8398 осіб (2014).
Покровитель — San Severino abate.

## Демографія
Населення за роками:

Станом на 1 січня 2023 року в муніципалітеті офіційно проживало 778 іноземців з 28 країн, серед них 109 громадян країн Євросоюзу та 62 громадяни України.

## Сусідні муніципалітети
- Пальма-Кампанія
- Поджомарино
- Сан-Валентіно-Торіо
- Сарно